# Ruth Lewin Sime
Ruth Lewin Sime est une chimiste, écrivain scientifique et éducatrice américaine, née le 2 juillet 1939. Elle est surtout connue pour avoir publié sur l'histoire des sciences et de la technologie.

## Biographie
Ruth Lewin Sime reçoit un diplôme du Barnard College en 1960, puis un Ph.D. en chimie de l'université Harvard en 1964.
Sime est professeur émérite du département de chimie du Sacramento City College.

## Publications
Ruth Lewis Sime a rédigé des livres sur la physicienne nucléaire Lise Meitner et le radiochimiste Otto Hahn, les deux étant reconnus pour leurs travaux sur la découverte et l'explication de la fission nucléaire.
- 1996 : Lise Meitner : a life in physics, University of California Press.  (ISBN 0520089065)
- Einstein's Wife : The Real Story of Mileva Einstein-Maric, MIT Press
- A Nobel Tale of Postwar Injustice
- From exceptional prominence to prominent exception Lise Meitner at the Kaiser Wilhelm Institute for Chemistry